# 小行星7091
小行星7091（英語：7091）是一颗围绕太阳公转的小行星。1992年5月1日，肯尼斯·J·劳伦斯]]、埃莉諾·赫琳在帕洛马山发现了此天体。
这颗小行星的绝对星等为326.88983等。